# Jagdstaffel 10
Jagdstaffel 10 – Königlich Preußische Jagdstaffel Nr. 10 – Jasta 10 – jednostka lotnictwa niemieckiego Luftstreitkräfte z okresu I wojny światowej.

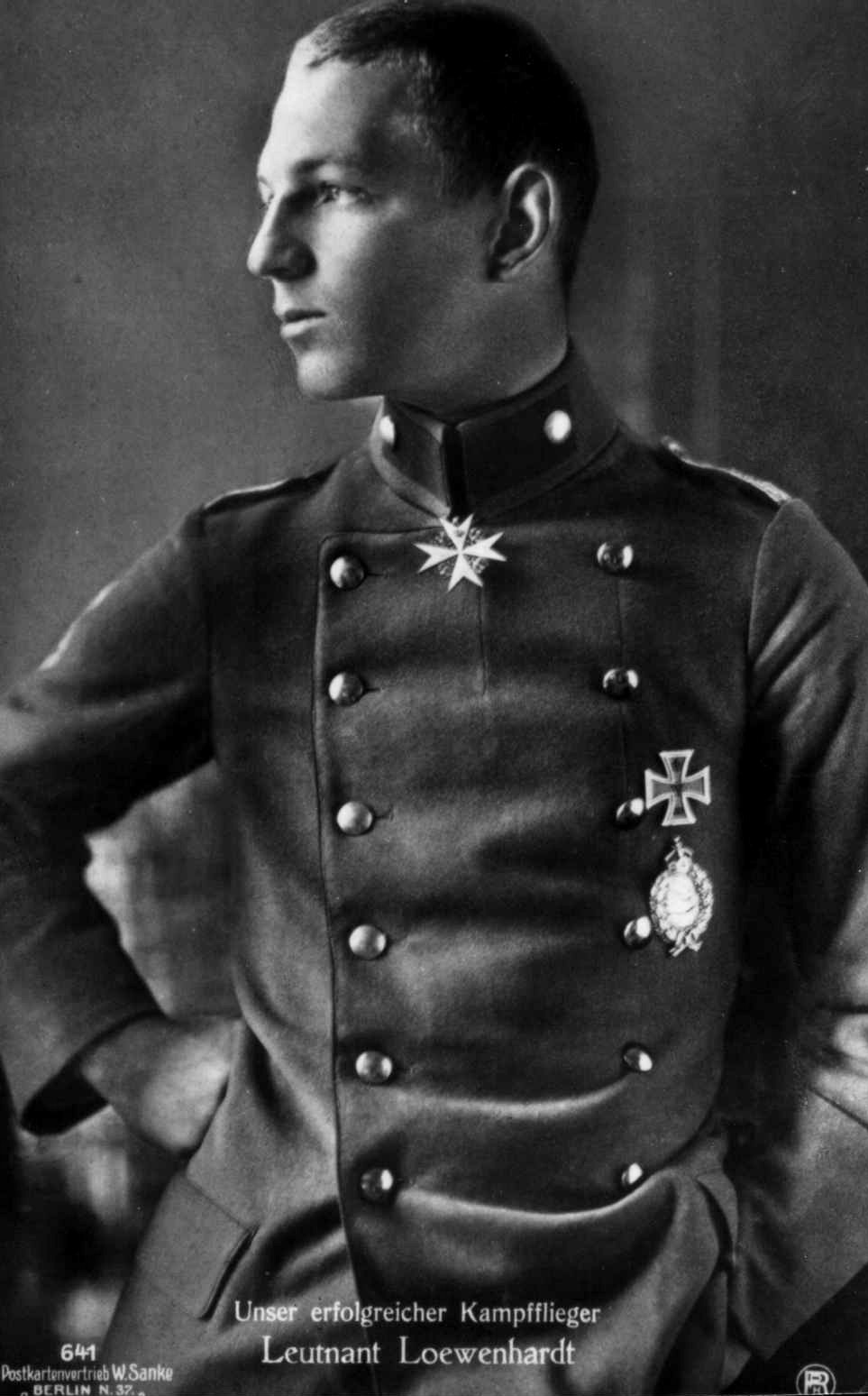
Erich Löwenhardt największy as eskadry i jeden z jej dowódców.

## Informacje ogólne
Jednostka została utworzona w Phalempin we Francji w czerwcu 1916 roku, jako jedna z pierwszych 12 eskadr w pierwszym etapie reorganizacji lotnictwa. Organizację eskadry powierzono porucznikowi Ludwigowi Linckowi z pilotów i samolotów należących głównie do KEK 3 w Douai. Została zmobilizowana w dniu 6 października 1916 roku.
24 czerwca 1917 roku Jasta 10 wraz z Jagdstaffel 4, Jagdstaffel 6 i Jagdstaffel 11 weszła w skład większej jednostki taktycznej Jagdgeschwader I (JG1), dowodzonej przez Manfreda von Richthoffena, a zwanej Cyrkiem Richtoffena.
W całym okresie swojej działalności operowała na froncie zachodnim. Eskadra walczyła na samolotach Albatros D.II, Albatros D.V, Fokker D.VII, Pfalz D.III, Fokker Dr.I.
Jasta 8 w całym okresie wojny odniosła 118 zwycięstw nad samolotami wroga i 33 nad balonami obserwacyjnymi. W okresie od października 1916 do listopada 1918 roku jej straty wynosiły 20 zabitych w walce, 10 rannych, 1 zabitych w wypadkach oraz 4 w niewoli.
Łącznie przez jej personel przeszło 13 asów myśliwskich:
Erich Löwenhardt (54), Friedrich „Fritz” Friedrichs (21), Alois Heldmann (15), Werner Voss (14), Justus Grassmann (10) Paul Aue (7) Hans Klein (21), Friedrich „Fritz” Schumacher (5), Wilhelm Kohlbach (3), Arthur Laumann (2), Ernst von Althaus (1), Albert Dossenbach (1), Hans Weiss (1), Ernst Hess.

## Dowódcy Eskadry
| Stopień   | Nazwisko           | Okres                   |
| --------- | ------------------ | ----------------------- |
| Porucznik | Ludwig Linck       | 21.09.1916 – 22.10.1916 |
| Porucznik | Karl Rummelspacher | 23.10.1916 – 18.06.1917 |
| Porucznik | Albert Dossenbach  | 24.06.1917 – 03.07.1917 |
| Porucznik | Ernst von Althaus  | 06.07.1917 – 30.07.1917 |
| Porucznik | Werner Voss        | 30.07.1917 – 23.09.1917 |
| Porucznik | Ernst Weigard      | 24.09.1917 – 25.09.1917 |
| Porucznik | Max Kuhn           | 26.09.1917 – 27.09.1917 |
| Porucznik | Hans Klein         | 27.09.1917 – 19.02.1918 |
| Porucznik | Hans Weiss         | 27.03.1918 – 01.04.1918 |
| Porucznik | Erich Löwenhardt   | 01.04.1918 – 19.06.1918 |
| Porucznik | Alois Heldmann     | 19.06.1918 – 06.07.1918 |
| Porucznik | Erich Löwenhardt   | 06.07.1918 – 10.08.1918 |
| Porucznik | Alois Heldmann     | 10.08.1918 – 14.08.1918 |
| Porucznik | Arthur Laumann     | 14.08.1918 – 11.11.1918 |